# Acropyga exsanguis
Acropyga exsanguis är en myrart som först beskrevs av Wheeler 1909.  Acropyga exsanguis ingår i släktet Acropyga och familjen myror. Inga underarter finns listade i Catalogue of Life.